# Rebel Heart (álbum)
Rebel Heart é o décimo terceiro álbum de estúdio da artista musical americana Madonna. O seu lançamento ocorreu em 6 de março de 2015, através da editora discográfica Interscope. A artista iniciou o desenvolvimento do disco em fevereiro de 2014, após lançar o curta-metragem secretprojectrevolution, que deu início a uma campanha global chamada Art of Freedom. Ela divulgou fotos de diversas sessões de gravação em seu Instagram, nas quais trabalhou com disc jockeys (DJ) como Diplo e Avicii, e produtores como Ryan Tedder e Toby Gad. Trabalhar com diversas pessoas no projeto mostrou-se um problema para que Madonna mantivesse um som e direção coesos, uma vez que seus álbuns anteriores haviam sido desenvolvidos com um pequeno grupo de pessoas. Tematicamente, o material representa os dois lados diferentes da cantora: ouvir o coração de alguém e ser um rebelde, temas que cresceram organicamente durante as sessões de gravação e composição.
Musicalmente, Rebel Heart é um álbum derivado do pop e incorpora uma variedade de gêneros, como house music, trap, reggae e dubstep, ao passo em que apresenta um coral gospel e instrumentos como órgão e guitarra acústica. Liricamente, suas faixas falam sobre amor, reflexões pessoais, e a introspecção da carreira de Madonna; algumas delas também são naturalmente autobiográficas. O álbum também apresenta participações vocais do boxeador Mike Tyson e dos rappers Nicki Minaj, Nas e Chance the Rapper. Originalmente, o disco havia sido previsto para ser distribuído em março de 2015, com seu single inicial sendo disponibilizado em 14 de fevereiro do mesmo ano. Entretanto, após uma série de demos terem sido divulgadas ilegalmente, a intérprete lançou-o para pré-venda na loja virtual iTunes Store em 20 de dezembro de 2014, com seis músicas sendo automaticamente baixadas. Uma investigação policial levou à prisão de um homem israelense, acusado de invadir o computador de Madonna e divulgar as demos.
Rebel Heart obteve análises geralmente positivas de críticos musicais, que o descreveram como o melhor trabalho da artista em uma década e uma significativa melhoria em relação seus discos anteriores Hard Candy (2008) e MDNA (2012), além de o terem destacado por ser progressivamente sonoro. Alguns deles também elogiaram sua produção "consistente" e as habilidades vocais e líricas de Madonna. Comercialmente, o disco também mostrou-se ser bem recebido, atingindo o topo das tabelas de diversos países, como Austrália, Alemanha, Áustria, Canadá, Itália, Espanha e Portugal, e listando-se nas dez primeiras colocações em territórios como Bélgica, França, Irlanda, Japão, Nova Zelândia e Suécia. Nos Estados Unidos, converteu-se no seu primeiro álbum desde Ray of Light (1998) a não debutar no topo da Billboard 200, sendo barrado pela trilha sonora da série televisiva Empire.
"Living for Love" e "Ghosttown" foram lançados como os dois primeiros singles do álbum, respectivamente. Ambos obtiveram desempenho moderado nas tabelas musicais. "Bitch I'm Madonna", colaboração com Nicki Minaj, lançado seguidamente, tornou-se o único foco de promoção do disco a registrar entrada na Billboard Hot 100 e converteu-se no 47º número um de Madonna na genérica Hot Dance Club Songs, empatando-a com George Strait como o artista com a maior quantidade de canções que atingiram o ápice de uma tabela publicada pela Billboard. "Hold Tight" foi lançado como a quarto e último single do projeto. Para a divulgação de Rebel Heart, a artista apresentou-se em premiações como a 57ª edição dos Grammy Awards — cuja performance foi a mais assistida da noite — e na 35.ª cerimônia dos Brit Awards, e em programas televisivos como The Ellen DeGeneres Show, Today, The Tonight Show Starring Jimmy Fallon. Além disso, ela iniciou a turnê Rebel Heart Tour, em setembro de 2015, que foi um sucesso comercial e crítico.

## Antecedentes e desenvolvimento

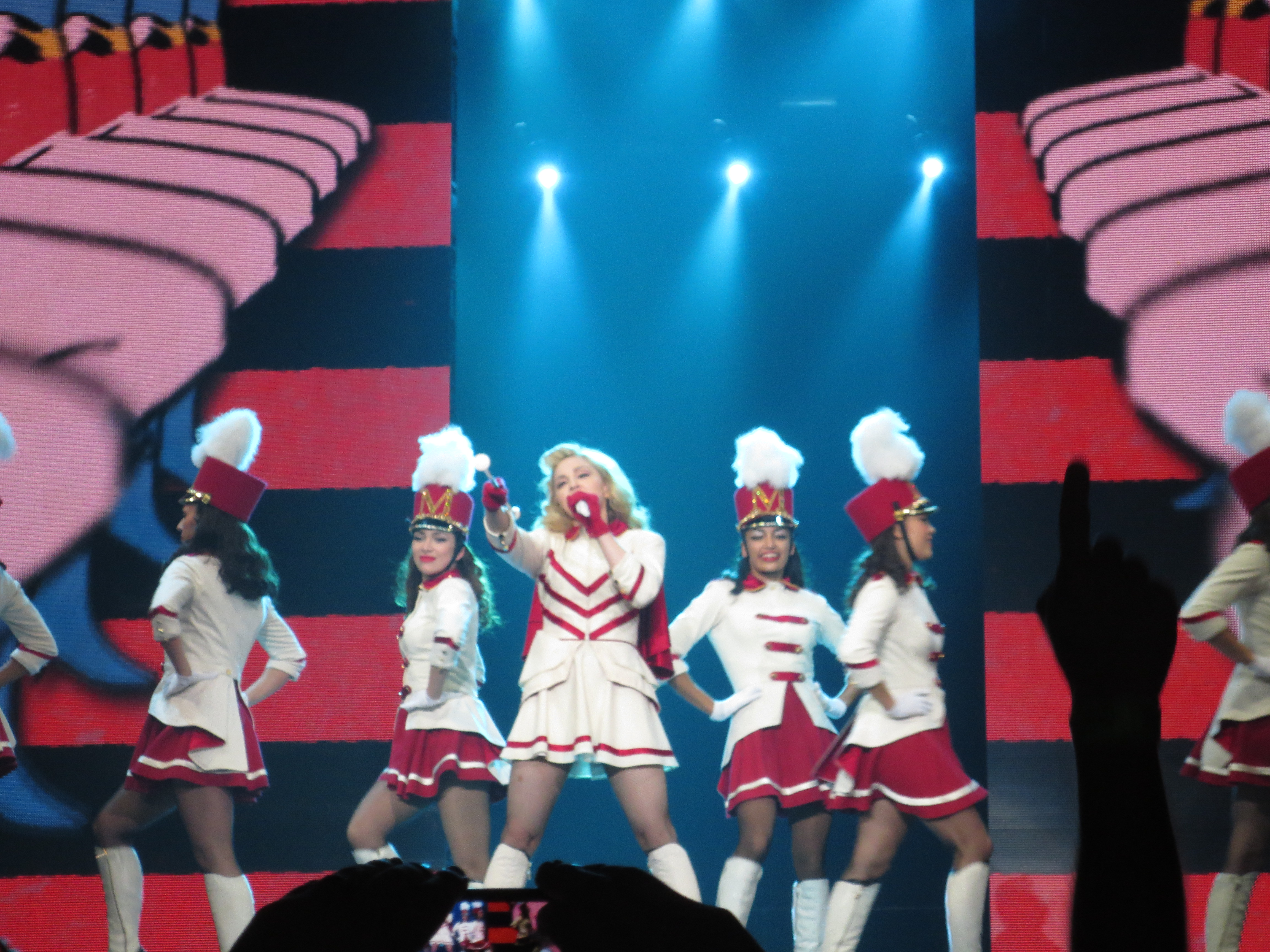
Madonna durante a The MDNA Tour, que encerrou 2012 como a mais bem sucedida do ano e lhe rendeu a condecoração de Top Tour Artist nos Prêmios Billboard Music de 2013.

Em março de 2012, Madonna lançou seu décimo segundo álbum de estúdio MDNA. Musicalmente derivado dos gêneros dance-pop e EDM, o produto recebeu análises geralmente positivas de resenhistas musicais, que elogiaram seu apelo para as boates e as faixas produzidas por William Orbit, enquanto outros o definiram como "genérico"; consequentemente, venceu o prêmio Top Dance Album nos Billboard Music Awards de 2013, com a artista recebendo o troféu de Top Dance Artist. Comercialmente, mostrou-se ser bem recebido, debutando no topo de diversas tabelas musicais ao redor do mundo, como Austrália, Canadá, Estados Unidos e Reino Unido, e listando-se entre os dez mais vendidos em outras, vindo a se tornar o 12º mais comprado em 2012 com 1.8 milhões de unidades adquiridas. Para promovê-lo, Madonna iniciou a turnê The MDNA Tour na cidade de Tel Aviv, Israel, em maio de 2012. Formada por outros 87 concertos, que visitaram a Ásia, as Américas e a Europa, a digressão enfrentou diversos assuntos controversos, como violência, armas de fogo, direitos humanos, nudez e política, embora tenha sido bem recebida criticamente e comercialmente — tendo fechado 2012 como a mais bem sucedida do período, com todos os seus concertos esgotados e arrecadando um total de 305.2 milhões de dólares, obtendo um público de mais de dois milhões de pessoas. Diversas ações judiciais foram criadas contra a artista, que ficou enfurecida com diversos incidentes, os quais ela descreveu como "injustiça" contra os seres humanos. Esses incidentes incluem a prisão de Yulia Tymoshenko na Ucrânia, o protesto feminista Pussy Riot na Rússia, violações dos direitos homossexuais, eleições presidenciais nos Estados Unidos e a tentativa de assassinato de Malala Yousafzai.
Em setembro de 2013, ela lançou secretprojectrevolution, um curta metragem co-dirigido pela própria em conjunto com Steven Klein, com o intuito de lidar com a liberdade artística e os direitos humanos. O projeto lançou uma iniciativa global chamada Art for Freedom, feita para promover a liberdade de expressão. A artista esclareceu para a L'Uomo Vogue que seu disco seguinte se conectaria com a Art for Freedom, dizendo: "Desde neste momento, não há como voltar atrás. Esse é o meu papel no mundo, meu trabalho como artista. Eu tenho uma voz e eu tenho que usá-la". Em dezembro de 2013, o empresário de Madonna Guy Oseary comentou que a cantora estava "ansiosa para começar" a trabalhar em seu próximo álbum. Entretanto, ela tinha outro projeto em mente: desenvolver o roteiro para o livro The Impossible Lives of Greta Wells, de Andrew Sean. A intérprete decidiu dividir seu tempo entre escrever o roteiro e compor músicas para o disco. Em fevereiro de 2014, ela confirmou que havia começado a compor para seu próximo trabalho de estúdio, declarando: "Nesse momento, eu estou no processo de falar com diversos co-compositores e produtores e falar sobre onde eu quero chegar com a minha música". Trabalhar com diversas pessoas no projeto mostrou-se ser um problema para que Madonna mantivesse um som e uma direção coeso nele, uma vez que seus álbuns anteriores haviam sido feitos com apenas um pequeno grupo de pessoas desenvolvendo a música. A musicista observou que diversos profissionais selecionados não iriam ficar em apenas uma cidade por um tempo devido aos seus trabalhos diferentes, fazendo com que ela não terminasse as canções. Madonna admitiu: "Eu era apenas a pessoa de pé lá com uma prancheta nas luzes, dizendo 'Ok!'. Um pouco como [se fosse] uma professora".

## Gravação
Em março de 2014, Madonna começou a divulgar uma série de imagens em seu Instagram, onde insinuou possíveis compositores e colaboradores com legendas acompanhadas por hashtags. Na primeira delas, ela é vista indo para o estúdio de gravação com o DJ e produtor sueco Avicii, seguida por outra imagem deles postada dias depois, com a legenda: "O fim de uma longa semana com Viking Leader, também conhecido como DJ Virgo, também conhecido como Avicii! Muitas músicas boas". No mês seguinte, o produtor Calr Falk discutiu as sessões de gravação com Avicii e Madonna ao jornal Dagens Nyheter. Ele lembrou que 11 demos foram gravadas em uma semana nos Henson Recording Studios, em Hollywood, Califórnia, acompanhadas por guitarra acústica e piano. Um total de seis profissionais foram selecionados pelo empresário de Avicii, Arash "Ash" Pour Nouri. Eles foram divididos em dois grupos: o primeiro, formado por Falk, Rami Yacoub e Savan Kotecha, e o segundo constituído por Salem Al Fakir, Vincent Pontare e Magnus Lidehäll. Avicii trabalhou com ambos os grupos durante a criação das demos, enquanto a cantora chegou no estúdio de tarde e saía apenas as sete da manhã. Ela trabalhou estreitamente com as duas equipes enquanto compunha e mudava melodias, e comandava o processo.
Dias depois, Madonna postou a imagem de um pôr-do-sol com as palavras "Rebel Heart" escritas nele, acompanhada por uma legenda que foi interpretada pela mídia como sendo letras de uma nova canção. A legenda era formada pelas seguintes letras: "Os dias viram noite. Eu não vou desistir da luta. Não quero chegar ao final dos meus dias... dizendo que não fiquei espantada". Outras fotos a retratam com a cantora Natalia Kills na frente de um microfone, e Martin Kierszenbaum, fundador e presidente da Cherrytree Records e executivo sênior do departamento de artistas e repertório da Interscope Records, gravadora da artista. Em meados de abril de 2014, Madonna revelou em seu Instagram os nomes dos compositores Toby Gad e MoZella, e do produtor Symbolyc One, divulgado imagens do grupo trabalhando no estúdio. Outros profissionais posteriormente revelados incluem o produtor Ariel Rechtshaid e o engenheiro de som Nick Rowe. Em entrevista com a rádio Sirius XM, Kierszenbaum descreveu o processo de gravação:
| “ | Nós deveríamos estar com ela no estúdio por dois dias. Ela gentilmente nos convidou a ficar mais um pouco. Não saberemos o que acabará [fazendo parte] do álbum, mas foi uma, você sabe, honra absoluta. [...] Por eu ser um grande fã por tanto tempo, foi muito animador ouvir os vocais dela na sala ao lado da minha, saindo de sua cabeça realmente soando exatamente como todos aqueles discos que nós amamos, e é um prazer trabalhar com ela porque ela é muito sintonizada com quem ela é e o que quer cantar. Eu não sei. É muito bom trabalhar com ela, e Natalia [Kills] é uma grande compositora. | ” |

Em maio de 2014, Madonna postou uma selfie na qual ela falou sobre trabalhar com o DJ e produtor estadunidense Diplo. Ela havia o convidado para sua festa anual do Oscar, mas ele não pôde comparecer. Eles eventualmente começaram a falar sobre música através de textos e decidiram colaborar no disco. Em entrevista para o portal Idolator, Diplo explicou que a artista havia lhe pedido para fazer sua "música mais louca" para o álbum. Juntos, eles compuseram e gravaram sete canções, e ele acrescentou: "Essas músicas serão sonoramente loucas. Nós realmente abrimos o envelope com algumas das coisas que estávamos fazendo. [...] Ela estava aberta para tudo. Eu amo quando um artista dá a um produtor a confiança que ele precisa para trabalhar com eles, e Madonna estava muito aberta para minhas ideias". Uma faixa foi composta através de um gancho que a intérprete estava cantando enquanto bebia no estúdio, e Diplo a descreveu como "super estranha". Outra — posteriormente confirmada como "Living for Love" — teve mais de 20 versões compostas, desde uma balada ao piano até uma composição EDM; em última análise, Madonna e Diplo a comprometeram em um nível médio. Rechtshaid e o cantor britânico MNEK também fizeram parte das sessões de composição com eles, improvisando versos da obra. O DJ também confirmou outro tema, conhecido como "Bitch I'm Madonna", o qual ele acreditou que ultrapassaria os limites líricos de uma canção pop. Alicia Keys e Ryan Tedder também confirmaram suas participações no trabalho, dizendo que contribuíram em composições, enquanto a última tocou piano em "Living for Love". Ela comentou: "Foi bom. Eu estava aqui fazendo uma reunião ou algo do tipo, e [Madonna] estava trabalhando com Diplo. Eles estavam tipo: 'Oh, talvez você possa tocar um pouco de piano nessa música'. E eu fiquei tipo: 'Tudo bem. Vou tentar. Se vocês odiarem, podem tirá-la'. Foi desse jeito, casual e legal". Duas outras músicas, "Messiah" e "Devil Pray", foram confirmadas por Madonna em diferentes entrevistas.

## Composição
Há uma visita ao passado aqui, uma falta no início da minha carreira, quando eu estava cercada por outros artistas [...] como Keith Haring, Basquiat e Wahrol. Era uma época na qual o pop era mais ingênuo e livre. Eu estava sentindo falta dessa sensação e dessa mistura de muitos mundos diferentes em Nova Iorque.

—Madonna falando sobre as influências para o som do álbum.
Um álbum musicalmente derivado do pop, Rebel Heart difere-se dos discos de Madonna lançados na última década, de acordo com Bradley Stern, do MuuMuse. Ele o viu como um "álbum eclético", fundindo uma variedade de gêneros musicais como o house dos anos 1990, bem como trap e reggae, e utilizando guitarras acústicas. O profissional sentiu que ao contrário de desafiar as tendências musicais atuais — como as de Hard Candy (2008) e MDNA (2012) —, o projeto era progressivamente sonoro. Compartilhando as visões de Stern, o colunista da Vice, Mitchell Sunderland sentiu que Rebel Heart era uma "lição aprendida" das críticas que a cantora recebeu com seus dois trabalhos anteriores. Jed Gottlieb, do Boston Herald, observou que ele continuava a "abordagem cada vez mais interessante e inovadora" da artista ao combinar estilos musicais contemporâneos com seus gostos anteriores. Ele considerou-o uma melhora das músicas dance genéricas de MDNA. Para o colunista do The New York Times, Jon Pareles, o material era como uma sequela de MDNA em sua composição, mas enquanto o último foi marcado por seus vocais friamente mecanizados e composições clichês, o primeiro foi capaz de retratar as habilidades musicais de Madonna como alguém "que pondera pecado juntamente com romance e fama". Para Jay Lusting, do The Record, Madonna sempre deixava de apresentar uma coerência temática com suas obras anteriores. Entretanto, com as faixas de Rebel Heart, ela foi capaz de criar singles potencialmente bem sucedidos, apesar de seus estilos diferentes, mantendo assim a consistência do registro.
Rebel Heart começa com "Living for Love". Derivada dos gêneros EDM e house music, inicia-se com Madonna cantando em uma linha de piano "real", que é eventualmente acompanhada por percussão. Embora seja uma canção de término de relacionamento, um tema que serviu para a sua elaboração, a faixa fala sobre ser triunfante e esperançoso. De acordo com Dean Piper, do The Daily Telegraph, a obra possui "alguns traços clássicos de Madonna: referências religiosas, um coral gospel, batidas de piano dos anos 1990 e um baixo rodopiante". Jason Lipshutz, da Billboard, comparou-a com "Like a Prayer" e "Express Yourself". A segunda composição, "Devil Pray", é sobre como alguém poderia ser seduzido a usar narcóticos para conquistar um nível maior de consciência e conectar-se a Deus. Inicia-se com sons de guitarra "gentis" antes de torna-se uma produção electropop, acompanhada por batidas de house music. Liricamente, pede libertação de uma variedade de abuso de drogas, fazendo alusões à Santa Maria e à Lúcifer, bem como a dor da cura do abuso de substâncias. Segue-se "Ghosttown", é uma balada pop na qual Madonna canta em vocais "penetrantes" e "quentes", os quais foram comparados com os de Karen Carpenter, com uma produção semelhante ao de seu single "Live to Tell" (1985). O tema inclui instrumentação formada por órgão e bateria, apresentando pequenos efeitos vocoder na voz da cantora. De acordo com Sean Douglas, um de seus autores, a elaboração da faixa foi feita em três dias, depois de a intérprete ter pedido pessoalmente para compor com ele e os outros compositores. Liricamente, trata sobre as civilizações acabando e o mundo entrando em um armagedom, mas com seres humanos vendo esperança na destruição. A quarta música, "Unapologetic Bitch" possui influências de reggae, dancehall e dubstep, sendo derivada do ska. Nela, a musicista fala negativamente sobre o término de sua relação e seu antigo parceiro, em linhas como "Pode parecer que eu seja uma vadia sem remorso, mas às vezes você sabe eu tenho que dizer como as coisas são". Ela explicou que a canção fala sobre se divertir, independentemente da situação em que se esteja.
A criação da quinta canção do álbum, "Illuminati", surgiu após Madonna descobrir que muitas pessoas a considera parte do grupo secreto Illuminati. Ela decidiu pesquisar a respeito do assunto e então escreveu a música. Liricamente refere-se à teoria da conspiração dos Illuminatis, as pirâmides egípcias, a Fênix, a Era do Iluminismo e o Olho da Providência, entre outros temas, enquanto nas linhas do refrão a vocalista profere: "É como se todos nesta festa estivessem brilhando como Illuminatis". De acordo com Madonna, Kanye West, que produziu a faixa, adorou a melodia e mudou as letras adicionando seu próprio toque a elas. Minaj aparece na sexta composição, "Bitch I'm Madonna", onde faz um rap, pedindo a todos para "irem até o fim ou voltar pra casa", enquanto a vocalista interpreta-a com uma voz em tom nasal — reminiscente a raps de Miley Cyrus que apresentam Auto-Tune —, falando de divertir-se continuamente por ser "Madonna". Produzida por Diplo e Sophie, é musicalmente derivado do EDM e vaporwave, fundindo elementos da canção "Turn Down for What", de DJ Snake e Lil Jon, bem como do estilo dubstep em sua composição, e inicia-se com o som de violão semelhante ao usado em "Wake Me Up" do DJ Avicii. Durante as sessões de composição, Minaj teve que reescrever seus versos até finalmente expressar o que Madonna almejava. "Hold Tight" é uma canção pop de tempo médio, que incorpora bateria militar, teclados atmosféricos e floreios de música eletrônica em sua produção. Em relação à letra, a obra fala sobre triunfar o amor em tempos difíceis, incentivando as pessoas a se apoiarem e serem fortes. A faixa oito, "Joan of Arc", é uma balada pop e eletro-folk guiada por uma guitarra, que inicia-se de forma acústica, mas com a bateria e guitarras adicionadas "transformando-[a] em uma música pop de ritmo médio amigável ao rádio". Em suas letras, a artista fala de forma clara e queixosa sobre o desapego e a solidão que sente diante da imprensa, cantando: "Cada vez que escrevem uma palavra de ódio / arrastando minha alma para a sujeira / quero morrer". Também faz referências a santa católica de mesmo nome.
"Iconic" apresenta as participações de Chance the Rapper e do boxeador Mike Tyson. O último fornece uma introdução de palavras faladas para a música, no qual ele gravou em um único take. Madonna o convidou por considerá-lo alguém que "passou por muita coisa, sobreviveu, tem histórias para contar, evoluiu como ser humano". Musicalmente derivada do EDM, hip hop e dance-pop com influências de trap, "Iconic" apresenta em sua instrumentação sintetizadores, tambores marchando e um baixo "explosivo" e um conteúdo lírico que encoraja as pessoas a assumirem o controle de suas vidas, perseguir seus sonhos e encontrar sua própria grandeza. O número seguinte, "HeartBreakCity", uma balada ao piano tematizada no amor perdido, apresenta a artista cantando em um registro vocal mais profundo, inspirado no pop barroco. A décima primeira canção, "Body Shop" é instrumentalmente formada por sintetizadores, sons de banjo e tambores ocos, na qual compara o amor a um carro danificado em uma estrada, e de igual forma exige um reparo no corpo para permanecer vivo. "Holy Water", também produzida por Wes, fala sobre cunilíngua, onde Madonna compara seus fluidos vaginais a água benta, justapondo temas cristãs com sexualidade. Durante sua ponte apresenta efeitos sonoros que remetem ao single anterior da artista, "Justify My Love" (1990), além de conter um trecho lírico de "Vogue" (1990). Em termos musicais, explora o eletrônico e o technopop, e é instrumentalmente formado por "um som sutil de baixo", "batidas marciais" e sintetizadores pesados. "Inside Out" foi produzido por Mike Dean, e apresenta os vocais de Madonna com reverberação, acompanhados por toques de piano e acordes contidos. "Wash All Over Me" o sucede, e é a última faixa da versão padrão do álbum. Contém sons de piano barroco e uma melodia melancólica, enquanto retrata Madonna cantando sobre suas inseguranças, as mudanças na indústria da música e questionamentos quanto a longevidade de sua carreira.
A versão deluxe de Rebel Heart inicia-se com "Best Night", que tem uma produção inspirada pela década de 1980 e remete a canções gravadas por Sade. É caracterizada por sons de bateria e flauta indiana, com Madonna iniciando-a dizendo; "Você pode me chamar de M hoje à noite", contudo, sua voz não é discernível no refrão, apenas nas harmonias. Nessa, outra referência a "Justify My Love" é feita, em um ponto durante a ponte intermediária. "Veni Vidi Vici" aparece em seguida, e é um rap com suas letras construídas em torno de trabalhos anteriores de Madonna: "Eu me expressei, vim como uma virgem de um jeito erótico / Mostrei minha bunda e fiz isso com um sorriso / E quando se trata de sexo sabia que eu andava no limite / E quando eu fiz uma pose, todos os gays perderam a cabeça". Durante o refrão, ela canta em meio a acordes suaves de guitarra, pronunciando; "Eu vim, vi e venci". "S.E.X.", décima sétima obra no alinhamento, apresenta Madonna perguntando sarcasticamente "diga-me o que você sabe sobre sexo?" enquanto é acompanhada por por um instrumental de baixo, sintetizadores e um arpejo de cordas. Perto do fim, ela lista uma série de itens utilizados em BDSM como "cordas torcidas, algemas, venda, bolas anais". Descrito como uma simulação e uma crítica à prática, "S.E.X." aborda a falta de intimidade, na qual a vocalista faz um rap em um tom "abafado"; isso é proposital, uma vez que ela quis soar como se estivesse tendo um ceceio enquanto articulava as palavras.
Na balada pop "Messias", Madonna canta em um tom de voz "aveludado mais profundo". Sua letra fala sobre acender velas, necromancia e lançar feitiços de amor, enquanto seu instrumental provém de uma orquestra e violinos. A faixa-título, encerrando a versão deluxe, apresenta grandes alterações em relação à demo vazada. Violão e violinos formam sua composição, com um conteúdo lírico autobiográfico, onde Madonna reconhece seu legado no mundo da música. Amy Pettifer, do The Quietus, observou: "'Rebel Heart' discretamente [reconhece a parte de Madonna] na construção da cena e na popularização da estilística que são a base das tendências atuais". A versão super deluxe apresenta números bônus como "Graffiti Heart", onde a vocalista se inspirou em artistas, como Jean-Michel Basquiat e o amigo Keith Haring, evocando o poder da arte na conquista da liberdade. O tema foi descrito, pelo portal Pretty Much Amazing, como "uma carta de amor galopante à criatividade", enquanto "Beautiful Scars" é uma obra disco retrospectiva. Segue-se "Borrowed Time", que lida com guerra e questões sociais, enquanto "Auto-Tune Baby" apresenta o choro de um bebê ao fundo.

## Título e arte
Tematicamente, o resenhista da Rolling Stone, Caryn Ganz sentiu que o álbum focou-se em dois temas: ouvir o coração de alguém e ser um rebelde. Madonna explicou que esses conceitos não eram a inspiração inicial, mas cresceram durante as sessões de gravação com Avicii. Um grupo de músicos explorou uma abordagem alegre para compor, enquanto a outra equipe escolheu desenvolver acordes obscuros. A artista observou que esses dois temas emergiram organicamente, e sentiu que precisava expressá-los. Ela decidiu intitular o álbum de Rebel Heart pois ele lidava com seus dois lados — seu lado rebelde e renegado, e seu lado romântico. Madonna queria que o trabalho fosse um disco duplo, com cada parte representando esses lados. Para a rádio francesa NRJ, a intérprete explicou que o projeto poderia ser tanto autobiográfico quanto fictício, uma vez que ela misturou suas próprias experiências com narrativas imaginárias enquanto estava desenvolvendo as canções. O título também resultou de sua crença de que os artistas da música contemporânea não são incentivados ou inspirados a serem rebeldes, assumir riscos ou falar, e ela queria destacar isso. Entretanto, a cantora percebeu a importância de ter amor na natureza rebelde, e acrescentou a palavra Heart com Rebel.
A introspecção também foi listada como um dos temas fundamentais prevalentes no álbum, com declarações genuínas de reflexões pessoais e da carreira da artista, bem como de sua "autoestima obsessiva". Em entrevista para o The New York Times, Madonna explicou ao colunista Jon Pareles que nunca observou seus esforços anteriores, pensando se isso foi correto para Rebel Heart. Ela adicionou: "É agridoce para mim pensar sobre isso. Parecia uma época onde eu queria parar e olhar para trás. É meio que uma culpa de sobrevivente. Como eu faço e eles não?". Durante o desenvolvimento do álbum, a cantora confortou-se em expressar suas ideias na frente de algumas pessoas, comparando essa ação a "escrever seu diário na frente de alguém e ler alto. (...) Foi quase como um exercício de atuação, sabe, me colocar em uma sala e deixar as ideias fluírem, mesmo se eu não me sentir tão conectada com as pessoas". Maiores inspirações para o disco surgiram da exploração da intérprete de outras culturas e arte, literatura e música, referenciando-as nas canções. Ela acreditou que as faixas poderiam ter seu próprio jeito, e poderiam ser dividas na produção minimalista, para que pudesse cantá-las apenas com um violão. Madonna também contou com a ajuda de sua filha Lourdes e de seu filho Rocco, chamando-os de A&R. Eles frequentemente visitaram boates noturnas e puderam levar notícias sobre música e artistas futuros para ela, o que poderia ajuda-lá a criar os sons que desenvolveu para Rebel Heart.
A arte de capa do álbum, onde Madonna aparece com o rosto entrelaçado por cabos pretos, se popularizou nas redes sociais por conta de diversos memes criados no Instagram, Tumblr e Twitter. Os fãs enrolaram fios pretos em seus rostos imitando a imagem e criaram memes usando fotos de celebridades, incluindo Britney Spears, Michael Jackson, Jim Carrey, e Marlon Brando. Madonna encaminhou muitos desses para suas contas de mídia social. No entanto, três delas — que apresentavam imagens de Martin Luther King Jr., Nelson Mandela e Bob Marley com os mesmos fios em volta de seus rostos — foram duramente criticadas por soarem "desrespeitosas e racistas". A cantora explicou as fotos no dia seguinte, dizendo que ficou lisonjeada com a comparação com os três e se definiu como uma "lutadora da liberdade". Rebel Heart se tornou o quarto álbum de Madonna a levar o selo Parental Advisory, depois de Erotica (1992), American Life (2003) e MDNA, devido aos palavrões e referências sexuais em faixas como "Holy Water".

## Lançamento
Em maio de 2014, o fotógrafo Mert Alas postou em sua conta no Instagram que estava ouvindo o novo álbum de Madonna. No entanto, a Billboard averiguou e esclareceu que ela ainda estava em processo de grava-lo em Los Angeles. Mais tarde, eles postaram um trecho de 50 segundos de um instrumental que a mídia afirmou ser de Madonna, mas a amostra foi rastreada até o disc jockey (DJ) holandês Sander Kleinenberg e sua música "We Are Superstars". Oseary confirmou que Madonna pretendia lançar o disco somente em 2015. No entanto, em 28 de novembro, duas músicas intituladas "Rebel Heart" e "Wash All Over Me" vazaram na Internet; ambas foram removidas imediatamente, e Oseary twittou pedindo ajuda para encontrar a fonte dos vazamentos. Em 17 de dezembro, treze músicas vazaram, bem como a suposta arte de capa sugerindo que o álbum iria ser nomeado Iconic. Revoltada com o ocorrido, Madonna recorreu ao seu Instagram para esclarecer que as faixas eram apenas demos de gravações anteriores e descreveu o vazamento como um "estupro artístico". Ela também criticou o uso indevido da Internet e explicou que o incidente a levou a ter que alterar totalmente seus planos; "Eu queria planejar tudo com antecedência. Lançar o single, gravar um videoclipe, começar a falar sobre o meu álbum. E você sabe, se preparar para o lançamento de todo o projeto e ter tudo no seu tempo certo [...] Mas nós meio que ficamos sem escolha", acrescentou. Ao se referir ao hacker como "terrorista", a artista foi criticada, pois eram recentes o massacre na escola em Peshawar e à crise dos reféns em Sydney, vindo logo em seguida, a remover a postagem.  Em entrevista para a Billboard, Madonna disse que após a divulgação ilegal, ela e sua equipe até tentaram descobrir a origem do vazamento. Mas por fim, eles decidiram lançar as obras que já estavam finalizadas.

Obviamente, há uma pessoa, ou um grupo de pessoas por trás disso, que estavam essencialmente me aterrorizando. Não quero parecer aterrorizada, mas certamente foi assim que me senti. Uma coisa é alguém entrar na sua casa e roubar um quadro da sua parede: isso também é uma violação, mas, seu trabalho, como artista, é devastador [...] Não foi um acordo consensual. Eu não disse 'ei, aqui está a minha música, e acabou'. Foi roubo.

—Madonna falando sobre os vazamentos para o jornalista Alexis Petridis, do The Guardian.
Originalmente, "Living for Love" deveria servir como o primeiro single do registro. Seu lançamento estava agendado para coincidir com o Dia dos Namorados de 2015, com o restante do álbum previsto para a primavera. No entanto, devido ao vazamento, a data de liberação teve que ser antecipada. Oseary lembrou que eles não receberam uma confirmação se o pré-lançamento poderia ser executado até sexta à noite, já que o iTunes estava fechando para o fim de semana de Natal. Depois de muita discussão sobre os prós e contras do lançamento, com a ajuda do vice-presidente da Interscope, Steve Berman, e Robert Kondrk, da Apple Inc., foi possível disponibilizar a pré-venda de Rebel Heart na iTunes Store em 20 de dezembro de 2014. Uma vez encomendado, seis faixas, "Living for Love", "Devil Pray", "Ghosttown", "Unapologetic Bitch", "Illuminati" e "Bitch I'm Madonna", eram baixadas automaticamente. As seis músicas foram escolhidas por Madonna e antes de serem disponibilizadas precisavam ser finalizadas, porém, como os produtores delas não estavam disponíveis, ela mesma as masterizou e mixou. A artista considerou as canções "um presente de Natal antecipado" para seus fãs e revelou que a liberação oficial do disco ocorreria em meados de março de 2015. Os vazamentos continuaram com quatorze novas demos sendo reveladas entre 23 e 27 de dezembro. Após a apresentação de Madonna no Grammy, em fevereiro de 2015, foram disponibilizadas três novas músicas, "Hold Tight", "Joan of Arc" e "Iconic".
Em 20 de janeiro de 2015, a listagem final de faixas de Rebel Heart foi revelada, incluindo os nomes das canções que estariam contidas em sua versão padrão e deluxe. Um dia depois, a polícia israelense prendeu um homem suspeito de invadir os computadores de Madonna e de outros músicos, roubando e vazando conteúdo. A Lahav 433, uma organização israelense de combate ao crime, liderou uma investigação de um mês após os vazamentos, trabalhando em estreita colaboração com o FBI. Embora a polícia israelense tenha evitado revelar o nome do suspeito, a mídia o identificou como Adi Lederman, ex-participante da décima temporada da competição de canto israelense Kokhav Nolad. Como a edição de luxo vazou na íntegra, Lederman foi indiciado pelo Tribunal de Magistrados de Israel em quatro acusações: invasão de computador (duas acusações), monitoramento secreto proibido, violação de direitos autorais e obstrução de investigação. O inquérito também revelou que Lederman vazou a demo do primeiro single de MDNA, "Give Me All Your Luvin'". Cópias de músicas, incluindo gravações de ensaios das próximas apresentações de Madonna, foram vendidas para vários clientes por mais de mil dólares. Lederman foi finalmente condenado a quatorze meses em uma prisão de Tel Aviv.
O produto final foi disponibilizado em CD pela Universal Music em suas duas versões no dia 6 de março de 2015, inicialmente apenas na Alemanha e Austrália, seguido de um lançamento na França e Reino Unido no dia 9 pela Polydor, enquanto no Canadá e Estados Unidos isso ocorreu no dia seguinte, através da Interscope. No mesmo dia, a mesma organização disponibilizou o produto para download digital na iTunes Store. Sua distribuição no Japão ocorreu em 11 de março através da Interscope, primeiramente apenas em sua versão padrão em CD, enquanto no dia 18 a versão deluxe também foi disponibilizada no mesmo formato. Nove dias depois, o trabalho foi comercializado na Alemanha, seguido da França e Reino Unido após três dias, também no formato vinil, através da Polydor.

## Recepção

### Crítica profissional
| Críticas profissionais | Críticas profissionais |
| Pontuações agregadas   | Pontuações agregadas   |
| Fonte                  | Avaliação              |
| ---------------------- | ---------------------- |
| Metacritic             | 68/100                 |
| Avaliações da crítica  |                        |
| Fonte                  | Avaliação              |
| AllMusic               | [ 109 ]                |
| The A.V. Club          | B−                     |
| Billboard              | [ 69 ]                 |
| The Guardian           | [ 110 ]                |
| Los Angeles Times      | [ 111 ]                |
| NME                    | 5/10                   |
| Rolling Stone          | [ 113 ]                |
| Slant Magazine         | [ 64 ]                 |
| Spin                   | 6/10                   |
| USA Today              | [ 115 ]                |

Rebel Heart obteve análises geralmente positivas de críticos musicais, que o descreveram como o melhor trabalho de Madonna em uma década, uma significativa melhoria em relação seus álbuns anteriores Hard Candy (2008) e MDNA (2012), e o destacaram por ser progressivamente sonoro. Alguns deles também elogiaram sua produção "consistente" e as habilidades vocais e líricas da artista. O agregador Metacritic, com base em vinte e nove análises recolhidas, concedeu ao disco uma média de 68 pontos, de uma escala que vai até cem, indicando "análises geralmente favoráveis".
Numa resenha positiva para o The Boston Globe, o periodista James Reed  opinou que Rebel Heart é um "desvio bem-vindo na discografia recente da artista [...] seu trabalho mais satisfatório em uma década e conecta agilmente os pontos entre as várias eras e formas de Madonna". Pensamento semelhante ao expresso por Joey Guerra, do Houston Chronicle, que descreveu o álbum como "complexo, forte e consistente" e o considerou o "mais vibrante" trabalho de Madonna desde Confessions on a Dance Floor (2005). Argumentando que, apesar de trazer referências a seus projetos anteriores em seu sons e letras, a mostra estando em "seu melhor [momento], surfando nas tendências atuais e usando-as para se adequar à sua própria visão". Dando quatro estrelas de cinco possíveis, Stephen Thomas Erlewine, do banco de dados Allmusic, também notou em Rebel Heart referências a projetos anteriores da musicista, contundo, o destacou por mostrar que sua "ambição continua, junto com a fome de permanecer no topo, mas ela está permitindo que seu passado se misture com seu presente, permitindo se parecer humana, mas ao mesmo tempo uma estrela". Apesar disso, o profissional demonstrou desgosto a quantidade de temas incluídos, refletindo que isso teria sido "extirpado se o disco tivesse uma duração manejável". Caryn Ganz, da Rolling Stone, avaliou-o com a mesma classificação, escrevendo que "Rebel Heart representou uma [nova] oportunidade para a Rainha do Pop refletir sobre como ela esculpiu meticulosamente um caminho que outras trilharam alegremente nos anos desde sua estréia em 1983". A editora prezou a progressão sonora e a maior parte das composições da obra, embora tenha considerado "exageradas" outras como 'Holy Water' e 'Iconic', destacando também as produções de Diamonds e West. Finalizou dizendo que "no fundo, Madonna tem um coração rebelde — e [não podemos] culpá-la por nos lembrar que o pop é melhor por isso". Atribuindo ao produto uma nota 6 de 10, Andrew Unterberger, da revista Spin, considerou as canções "Unapologetic Bitch" e "Bitch I'm Madonna" os destaques do projeto e o definiu como sendo "profundamente estranho, febrilmente emocional e selvagemente entusiasmado", observando que, embora não seja como nada lançado pela artista anteriormente, ainda soa como algo que se pode esperar dela".

"Há algo estimulante sobre a insistência de Madonna em pertencer onde ela está há mais de 30 anos —— na vanguarda do pop comercial, afirmando sua supremacia sobre qualquer um que se atreva a desafiá-la —— e é algo impressionante sua firme recusa em fazer o tipo de trabalho que todo outro artista de quatro décadas de carreira faz; nenhum álbum que covardemente tenta recriar o som de seus primeiros trabalhos mais amados. Ela pode criar músicas que são maduras e pensativas e se tornam uma música pop fantástica, e são ainda mais poderosas porque soam como se fossem feitas inteiramente em seus próprios termos."

—Trecho da análise feita por Alexis Petridis, do The Guardian.
Em uma avaliação semelhante, Joe Levy, da Billboard, enalteceu o fato de, que apesar do grande número de produtores escalados, Rebel Heart "ainda soa exatamente como um álbum de Madonna". A equipe de resenhistas da Televisa considerou-o "ideal para Madonna se levantar da "queda" musical de seu disco anterior e demonstrar que aos 56 anos ela pode criar música sem a necessidade desesperada de fingir ser adolescente", além de prezar a produção de Avicii, Diplo e West, chamando-os de "talentos musicais". Emitindo quatro estrelas e meia de cinco, Sal Cinquemani, da revista Slant, por sua vez, mostrou maior apreço a J Dahi e Diamonds, afirmando que "o álbum teria se beneficiado mais" com as colaborações destes, ao passo, que negativou as de Diplo, chamando-o de "superestimado". Notando, ainda, que o excesso de "produtores com modos díspares no comando, [faz] Rebel Heart parece[r] sobrecarregado". O jornalista concluiu que o conjunto é "muito longo, muito desnecessariamente agitado [...] mas dentro dessa massa pesada de músicas estão [...] faixas que, sob quaisquer outras circunstâncias, torna este o melhor álbum de Madonna em pelo menos uma década". Kyle Anderson e Adam Markovitz, editores da Entertainment Weekly, deram uma nota B para o disco, elegendo-o como o melhor trabalho da artista desde Music (2000), enquanto sentiram que seu objetivo central era mostrar que Madonna "ainda não se aposentou".
Concedendo três estrelas de quatro atribuíveis ao álbum, Greg Kot, em sua resenha para o Chicago Tribune, chamou-lhe de "fascinante", expressando que, em Rebel Heart, a artista soa "menos desesperada" para se adequar as tendências do mercado que em MDNA e Hard Candy. Contundo, sentiu que o disco teria sido melhor sem as referências sexuais de suas músicas. Citando-o como "muito superior" aos supracitados, Neil McCormick, em análise para o jornal britânico The Telegraph, atribuiu quatro estrelas e meia de cinco ao projeto, destacando que "a chave para essa mudança parece ser a própria Madonna. Pela primeira vez em anos, ela não parece desesperada. Na verdade, ela parece estar se divertindo". Randall Roberts, do Los Angeles Times, concluiu que, ao contrário de MDNA, este é um trabalho "mais limpo, mais nítido, mais sóbrio, menos uma tentativa frágil de atrair ouvidos jovens inconstantes". Encerrou dando-lhe uma classificação de 3 estrelas de 4. Com a mesma atribuição, Elysa Gardner, do USA Today, descreveu as letras e a sonoridade da obra como "penetrantes e diretas". Andy Gill, do The Independent, prezou a evolução vocal da intérprete, escrevendo que este era o "fator mais impressionante em Rebel Heart". Ao passo que o editor da revista Time, Jamieson Cox, elogiou-o por ser "coerente em seu som e produção", bem como pela capacidade vocal e de composição da artista.
Darío Prieto, do periódico espanhol El Mundo, criticou Rebel Heart por ter uma "duração excessiva" e "muitas músicas de preenchimento", notando que ele carecia de um hino disco como "Music" e "Hung up".  Alexis Petridis, do The Guardian, classificou Rebel Heart como um álbum duplo, cuja "primeira [parte] pode representar a música que Madonna quer fazer, enquanto a segunda é a música que ela se sente obrigada a fazer, para competir com quem quer que seja" e, por isso, "os dois não ornam muito bem"; analisa, dando-lhe três estrelas e meia de cinco atribuíveis. Adjetivando o produto como "confuso", Lydia Jenkin, do The New Zealand Herald, o avaliou negativamente, concedendo-lhe três estrelas e meia de cinco totais e observando que, ao invés de representar uma declaração empoderada de maturidade para a artista, Rebel Heart "soa principalmente como um monte de outras pessoas escrevendo músicas para alguém muito mais jovem, com Madonna contribuindo com alguns vocais convidados muito desafinados e excessivamente processados". O crítico brasileiro Regis Tadeu, do portal Yahoo!, compartilhou uma opinião semelhante, acrescentando que "Madonna tentou desesperadamente imitar as suas próprias imitadoras. [Sendo assim] não tinha mesmo como dar certo". Gavin Haynes, resenhando para o NME, se sentiu decepcionado com o trabalho, considerando-o "uma oportunidade desperdiçada". Em última análise, Lindsay Zoladz, da revista New York, também expressou desapontamento, observando que as músicas soavam "inseguras", notando que: "A Madonna de Rebel Heart conseguiu mais uma vez o seu objetivo cada vez mais fútil de soar atual".

### Reconhecimento
Antes de ser colocado à venda, a mídia de várias partes do mundo colocaram Rebel Heart entre os lançamentos musicais mais esperados de 2015, incluindo publicações como a Billboard. Além deste, a revista posicionou a arte gráfica da edição deluxe do projeto no 15.º lugar de sua lista das 25 melhores de 2015. Após seu lançamento, vários meios de comunicação o colocaram entre os melhores álbuns do ano. Como exemplo, destaca-se a sua aparição na 45ª posição da compilação realizada pela Rolling Stone, que destacou: "Rebel Heart foi o seu melhor álbum em uma década, entrando na vibração disco de Confessions on a Dance Floor de 2005, enquanto Madonna viaja de volta ao ritmo e reflete sobre onde ela tem estado ultimamente". A revista ainda o incluiu entre os 20 melhores álbuns pop de 2015, na posição 6. Também elegendo os melhores trabalhos do gênero naquele ano, a Spin posicionou-o no número 21, com Andrew Unterberger observando que "para muitos artistas que passam décadas definindo o mainstream, o título Rebel Heart em um álbum parece um equívoco, mas para Madonna, isso é mais verdadeiro do que nunca". Os autores do Allmusic adicionou-o entre seus discos pop favoritos de 2015, descrevendo-o como um "registro ousado, confuso e afirmativo de vida que mostra Madonna simultaneamente olhando para o seu futuro e passado".
À parte, a publicação Digital Spy nomeou-o o décimo entre os 20 melhores lançamentos do período, com a colunista Carolyn Bernucca argumentando que "nesta fase de sua carreira, se Madonna não tem 'pop camaleão' em seu perfil do LinkedIn [...] então Rebel Heart por si só é suficiente para endossar esse título". Colocando-o no quinto posto, o editor da Associated Press, Mesfin Fekadu, escreveu: "Em 2015, a maioria dos álbuns de artistas consagrados foram fracassos, mas Rebel Heart, de Madonna, é um clássico contemporâneo que supera as artistas femininas com metade de sua idade. É uma pena que as rádios pop não tenham dado a atenção para este disco que poderia ter tido muitos sucessos, de 'Bitch I'm Madonna' a 'Joan of Arc'." Para Bill Lamb, revisor do About.com, Rebel Heart era o quinto melhor álbum pop de 2015, chamando-o de "retorno à forma", e seu trabalho mais forte desde Music (2000).

## Promoção

### Aparições ao vivo

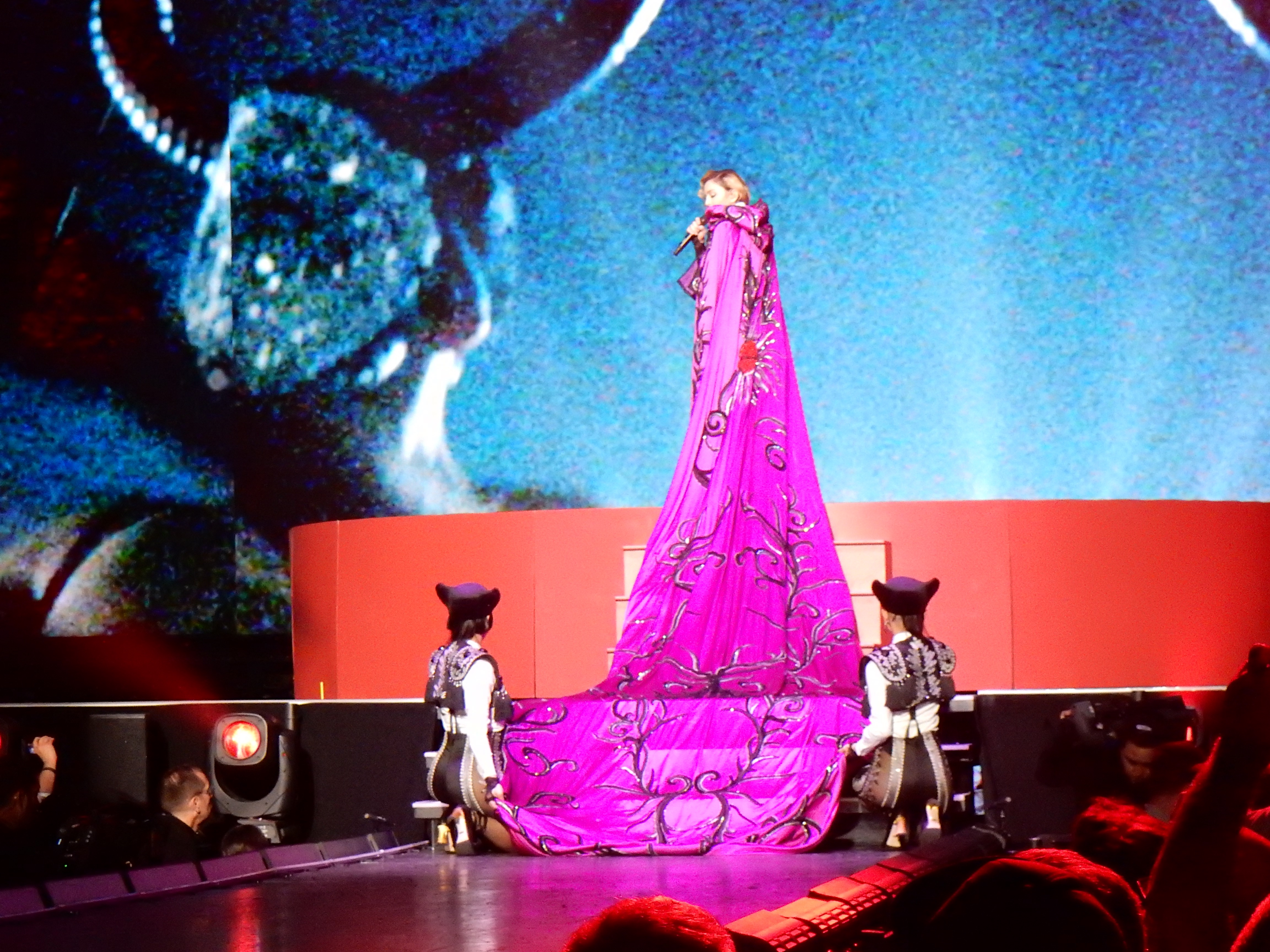
Para a apresentação de "Living for Love" na Rebel Heart Tour, Madonna usou uma capa longa semelhante à usada durante os Brit Awards

Em 8 de fevereiro de 2015, Madonna confirmou sua aparição na 57ª edição dos Grammy Awards; Oseary esclareceu que ela também se apresentaria durante a cerimônia. Cantando "Living for Love", a artista vestiu uma roupa vermelha de caçador, ladeada por dançarinos vestidos como minotauros, semelhantes aos que aparecem no videoclipe da música. Segundo a Forbes, a performance de Madonna foi o momento mais assistido da noite. Sua escolha de cantar ao vivo sem o uso de Auto-Tune durante a apresentação coreografada foi amplamente elogiada. Ela também cantou a música durante a 35.ª edição dos Brit Awards, em 25 do mesmo mês. No entanto, nos estágios iniciais da apresentação, um defeito no figurino fez com que ela fosse puxada por um lance de escadas que fazia parte do palco. Mais tarde, ela foi ao Instagram para confirmar que estava bem, postando: "Obrigada pelos bons votos! Estou bem". Posteriormente foi revelado que sua capa estava amarrada com muita força. Quando seus dançarinos tentaram removê-la de seu pescoço, isso a fez cair no chão, deixando o público espantado. Depois de vários segundos, ela continuou sua apresentação como planejado.
Madonna fez parceria com o aplicativo de rede geossocial Grindr para promover Rebel Heart. Foi realizado um concurso e cinco usuários do aplicativo foram selecionados para uma entrevista exclusiva com a artista. O concurso exigia recriar a arte de capa do disco e publicá-la como uma foto de perfil no Grindr. Outros vencedores receberam cópias autografadas do álbum. Joe Stone, do The Guardian, considerou "inteligente" esse um método promocional, permitindo que Madonna se conectasse diretamente com seu público gay. Além disso, a intérprete embarcou em uma agenda de divulgação; em 26 de fevereiro, compareceu ao The Jonathan Ross Show, para sua primeira entrevista na televisão do Reino Unido em três anos. Ela executou uma versão editada de "Living for Love", bem como "Ghosttown" pela primeira vez. Em 1º de março viajou para a Itália, onde realizou uma aparição no programa de televisão Che tempo che fa, exibido em 8 seguinte, na qual conversou com o apresentador Fabio Fazio sobre vários tópicos, incluindo o processo de desenvolvimento do álbum, e cantou "Devil Pray" e "Ghosttown". No dia seguinte, ela apareceu no programa francês Le Grand Journal, apresentando versões editadas de "Living for Love" e "Ghosttown".
De volta aos Estados Unidos, Madonna também deu uma entrevista ao programa Today, nos dias 9 e 10 de março, tratando sobre os vazamentos do álbum. Já no dia 11, apareceu pela primeira vez no The Howard Stern Show, em um especial dedicado a ela. Lá, a artista falou sobre sua vida, seus relacionamentos pessoais, além da confirmação de "Ghosttown" como segundo single de Rebel Heart. Durante toda a semana de 16 a 20 de março, ela apareceu e se apresentou no The Ellen DeGeneres Show. As músicas cantadas incluíam "Living for Love", com a própria DeGeneres se juntando à cantora no palco. Ela também executou uma versão acústica de "Joan of Arc", "Ghosttown", e, por fim, seu single de 1985, "Holiday", ao lado da afitriã. Em 29, apresentou "Ghosttown" na 2ª edição dos iHeartRadio Music Awards, em Los Angeles, onde a cantora Taylor Swift se juntou a ela no palco tocando guitarra. Dois dias depois, o comunicador Jo Whiley a entrevistou para a BBC Radio 2; esta foi a primeira entrevista concedida pela artista a uma rádio no Reino Unido. Madonna apareceu no The Tonight Show Starring Jimmy Fallon, em 9 de abril, cantando "Bitch I'm Madonna" e "Holiday".

### Singles

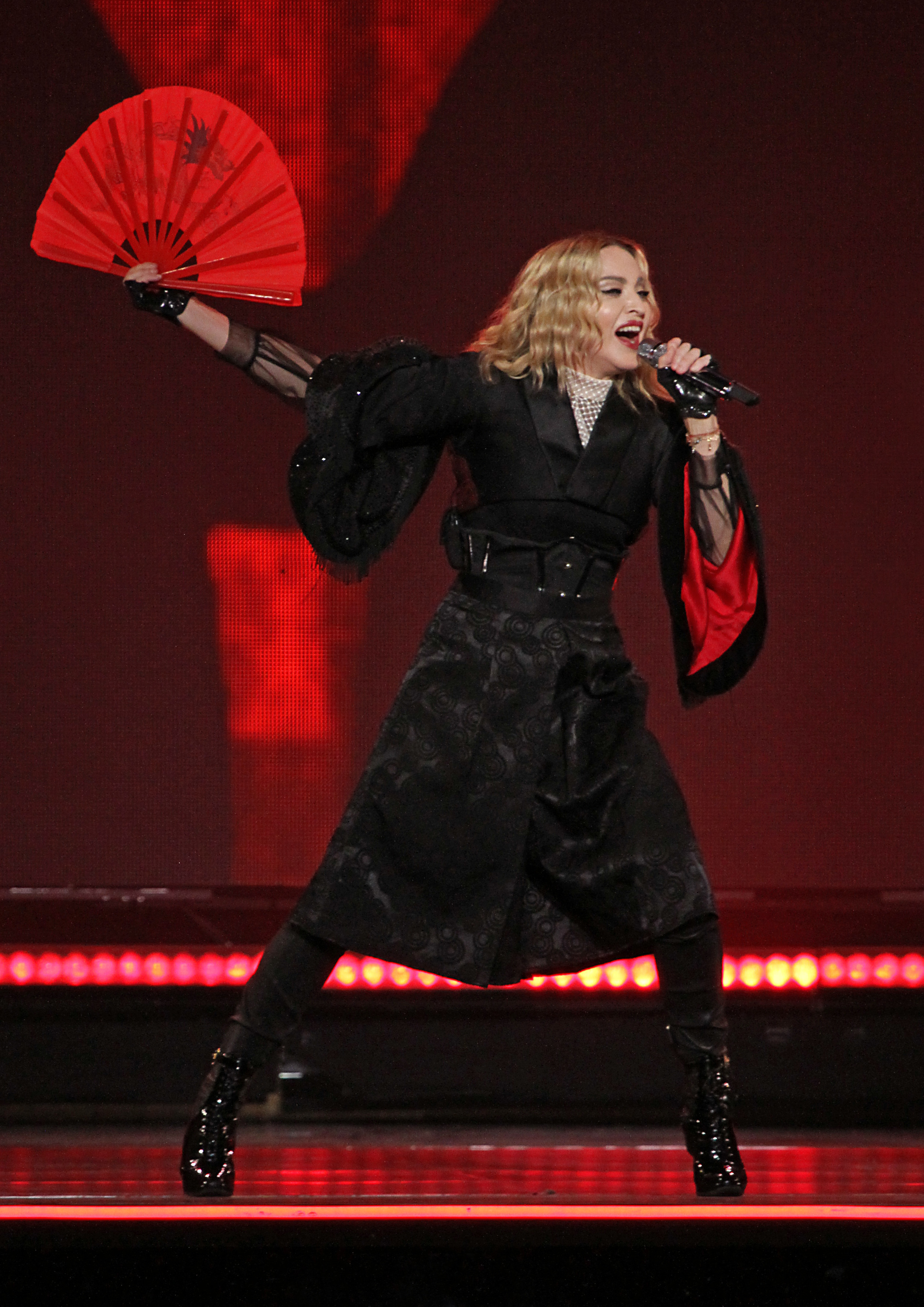
Madonna apresentando o terceiro single do álbum, "Bitch I'm Madonna", na Rebel Heart Tour. A música se tornou seu 46º número um na parada Dance Club Songs, da Billboard

"Living for Love" foi lançado como o primeiro single de Rebel Heart, disponibilizado em simultâneo com outras cinco faixas. Foi enviado para tocar nas estações de rádio dos EUA em 10 de fevereiro de 2015. A música recebeu uma recepção positiva da crítica especializada, com um editor da revista Billboard, elogiando a entrega vocal "confiante" da intérprete e considerando que a música soava "como uma combinação vertiginosa de seu passado e presente, e representa um sinal encorajador para um projeto de 2015 que foi inesperadamente colocado em risco no final de 2014". Um vídeo musical de acompanhamento, dirigido pela dupla francesa Julien Choquart e Camille Hirigoyen, conhecidos juntos como JACK, foi lançado em fevereiro de 2015. Seu enredo incorpora elementos mitológicos e mostra Madonna como uma caçadora, lutando contra seus dançarinos vestidos como minotauros em um palco circular vermelho. "Ghosttown" foi enviado para as estações de rádio italianas mainstream em 13 de março de 2015, servindo como o segundo single do material, e uma semana depois na Austrália. Jonas Åkerlund dirigiu o vídeo musical correspondente, estrelado pelo ator Terrence Howard. A temática principal da obra foca "numa situação apocalíptica simulando o fim do mundo", mostrando a artista e Howard como os únicos sobreviventes em uma cidade destruída.
O terceiro foco de promoção, "Bitch I'm Madonna", foi lançado em 15 de junho de 2015, sendo editado em um extended play (EP) digital formado por dez remixes de vários colaboradores. Novamente dirigido por Åkerlund, o vídeo musical correspondente contou com Minaj e Diplo, e participações especiais de Rita Ora, Chris Rock, Miley Cyrus, Beyoncé, Katy Perry e Kanye West, além de Madonna e dois de seus filhos, Rocco e David. As cenas se passam nos últimos andares do Standard Hotel em Nova Iorque, onde a cantora e seus amigos fazem uma festa e a encerram na cobertura do edifício. Além de ter enfrentado problemas técnicos durante seu lançamento exclusivo no serviço de streaming Tidal, a produção foi recebida com análises mistas, pois embora tenham elogiado sua natureza de loucura, profissionais criticaram a falta dos convidados previamente anunciados no local de filmagens. No campo comercial, tornou-se a única faixa do álbum a entrar na Billboard Hot 100 e a primeira entrada de sua intérprete na tabela desde "Give Me All Your Luvin'" (2012), alcançando a 84ª posição. "Hold Tight" serviu como o quarto single do disco, lançado apenas na Itália, em formato airplay, em 24 de julho de 2015.
Os três primeiros singles do projeto alcançaram o topo da lista genérica Dance Club Songs. Isso ampliou o recorde de Madonna como a artista com mais músicas número um na parada. Além disso, fez dela a artista com mais faixas a culminarem em uma tabela da Billboard, quebrando seu empate com o cantor country George Strait, que obteve 44 números um na parada Hot Country Singles. "Living for Love" alcançou o número 26 no Reino Unido, tornando-se o seu 71º tema a estabelecer-se entre os quarenta primeiros, estendendo seu recorde como a artista feminina com o maior número entradas nessa posição da tabela.

### Turnê

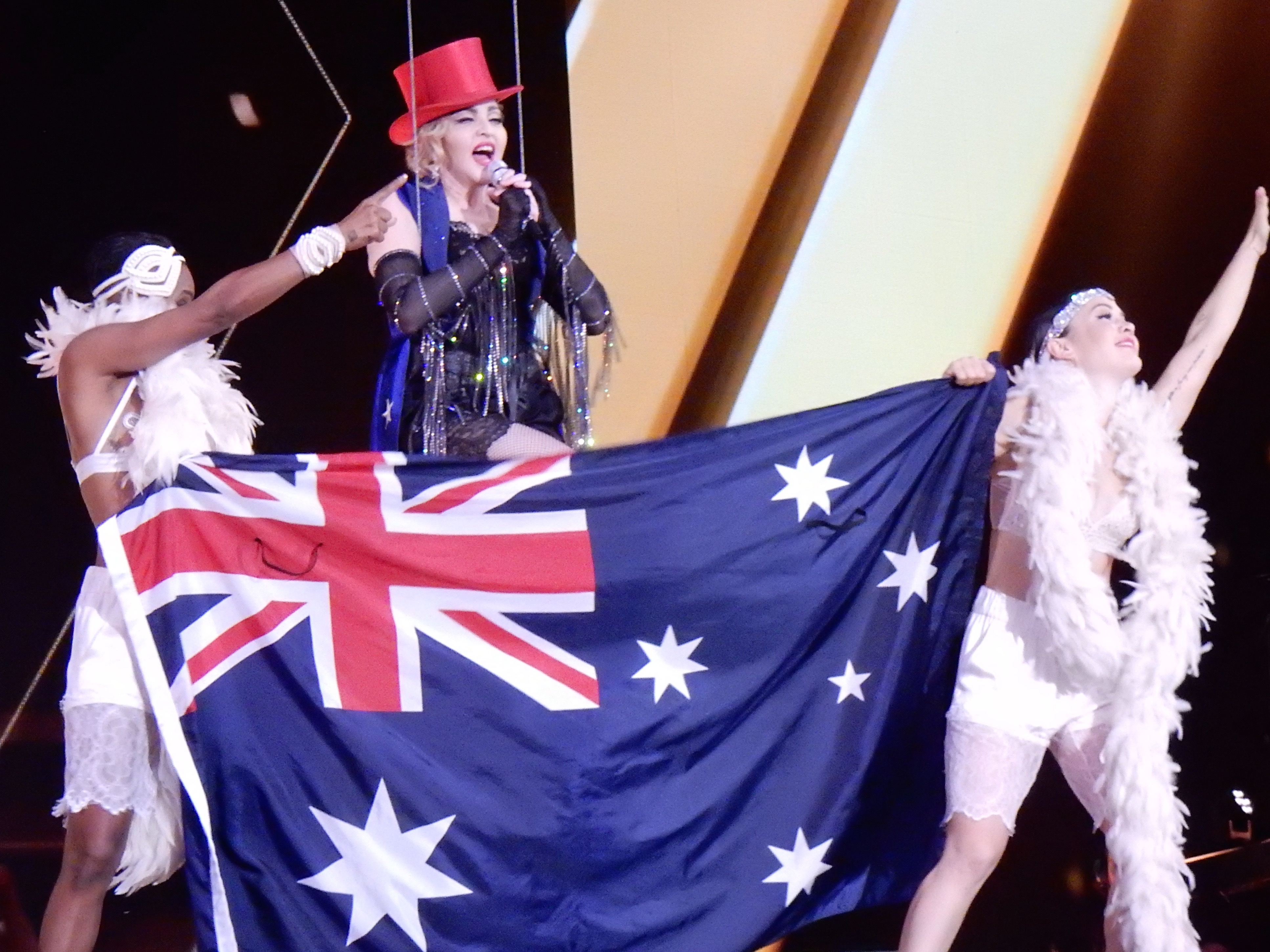
Madonna apresentando-se durante a passagem da Rebel Heart Tour por Sydney, Austrália; esta foi a sua primeira visita no país em mais de 20 anos.

Em janeiro de 2015, antes da comercialização oficial de Rebel Heart, jornais começaram a noticiar supostas datas para a digressão em sua divulgação. A turnê, intitulada Rebel Heart Tour, foi oficialmente anunciada em 1º de março de 2015 na página oficial de Madonna na Internet e iniciou-se oficialmente em 9 de setembro, visitando a América do Norte, Ásia, Europa e Oceania. De acordo com a Billboard, a excursão passaria apenas por arenas e visitaria cidades nas quais Madonna nunca havia se apresentado. O itinerário inicial incluía entre 25 e 30 concertos na América do Norte e entre 20 a 25 na Europa, com datas adicionais sendo posteriormente reveladas. A turnê visitou a Austrália e a Nova Zelândia no início de 2016 e marcou a primeira visita da artista no primeiro país em mais de 20 anos, tendo feito apresentações nele pela última vez com a The Girlie Show World Tour em 1993, bem como a sua primeira passagem em território neozelandês.
Sua estrutura contava com um largo palco principal que era elevado e configurado até o final de cada arena, com uma longa passarela estendendo-se do meio até o centro do espaço. Na metade da passarela, havia um palco circular, enquanto a outra extremidade terminava com o formato de coração. A fim de facilitar a aparição de Madonna e seus dançarinos a qualquer momento, haviam aberturas ao longo do comprimento do palco, bem como calçadas para desaparecer por baixo da estrutura no final de cada canção. Os designers que trabalharam nos figurinos da turnê incluíam: Jeremy Scott, da Moschino, Alessandro Michele, da Gucci, e Alexander Wang, juntamente com Fausto Puglisi, Prada, Miu Miu, Swarovski, o designer libanês Nicolas Jebran, bem como a colaboradora de longa data da musicista, Arianne Phillips. A Rebel Heart Tour foi bem recebida por críticos de entretenimento, que elogiaram a presença de palco da artista, a inclusão do repertório antigo e notaram que sua produção geral era diferente da digressão anterior, sendo menos focada em performances e imagens provocativas. Arrecadou um total de 169,8 milhões de dólares em 82 concertos, com mais de 1,045 milhão de ingressos vendidos. O registro em vídeo da turnê foi lançado comercialmente em setembro de 2017.

## Alinhamento de faixas
| Rebel Heart – edição padrão |                                                               | |                                                       |         |  |
| N.º                         | Título                                                        | Compositor(es) | Produtor(es)                                          | Duração |  |
| 1.                          | "Living for Love"                                             | Madonna Thomas Pentz Maureen McDonald Toby Gad Ariel Rechtshaid                                                        | Madonna Diplo Rechtshaid                              | 3:38    |  |
| 2.                          | "Devil Pray"                                                  | Madonna Tim Bergling Arash Pournouri Carl Falk Rami Yacoub Savan Kotecha Dacoury Natche Michael Tucker                 | Madonna Avicii DJ Dahi BloodPop                       | 4:05    |  |
| 3.                          | "Ghosttown"                                                   | Madonna Jason Evigan Sean Douglas Evan Bogart                                                                          | Madonna Billboard Evigan                              | 4:09    |  |
| 4.                          | "Unapologetic Bitch"                                          | Madonna Pentz Shelco Garcia Bryan Orellana McDonald Gad                                                                | Madonna Shelco Garcia & Teenwolf BV Diplo Rechtshaid  | 3:51    |  |
| 5.                          | "Illuminati"                                                  | Madonna McDonald Gad Larry Griffin Jr. Mike Dean Kanye West Ernest Brown Travis Scott [d]                              | Madonna West Dean Charlie Heat [a] Scott [b]          | 3:44    |  |
| 6.                          | "Bitch I'm Madonna" (com participação de Nicki Minaj)         | Madonna Pentz Rechtshaid McDonald Gad Onika Maraj Sophie Xeon                                                          | Madonna Diplo                                         | 3:47    |  |
| 7.                          | "Hold Tight"                                                  | Madonna Pentz McDonald Gad Uzoechi Emenike Philip Meckseper                                                            | Madonna                                               | 3:37    |  |
| 8.                          | "Joan of Arc"                                                 | Madonna Gad McDonald Griffin Jr.                                                                                       | Madonna Gad AFSHeeN Josh Cumbee                       | 4:01    |  |
| 9.                          | "Iconic" (com participação de Chance the Rapper e Mike Tyson) | Madonna Gad McDonald Griffin Jr. Chancelor Bennett Natche Tucker                                                       | Madonna Gad AFSHeeN Cumbee DJ Dahi [b] BloodPop [b]   | 4:33    |  |
| 10.                         | "HeartBreakCity"                                              | Madonna Bergling Pournouri Tobias Jimson Michel Flygare Paloma Stoecker Salem Al Fakir Magnus Lidehall Vincent Pontare | Madonna Avicii Fakir Lidehall Pontare Astma & Rocwell | 3:33    |  |
| 11.                         | "Body Shop"                                                   | Madonna Gad McDonald Griffin Jr. Natche Tucker                                                                         | Madonna DJ Dahi BloodPop Gad                          | 3:39    |  |
| 12.                         | "Holy Water"                                                  | Madonna Martin Kierszenbaum Natalia Kills Dean West Brown                                                              | Madonna Dean West Heat [a]                            | 4:09    |  |
| 13.                         | "Inside Out"                                                  | Madonna Evigan Douglas Bogart Dean                                                                                     | Madonna Dean                                          | 4:23    |  |
| 14.                         | "Wash All Over Me"                                            | Madonna Bergling Pournouri Fakir Lidehall Pontare Dean West Brown                                                      | Madonna Avicii Dean West Heat [a]                     | 4:00    |  |
| Duração total:              | Duração total:                                                | Duração total: | Duração total:                                        | 55:09   |  |

| Rebel Heart – Faixas bônus da edição deluxe |                                            |                                                           |                                       |         |  |
| N.º                                         | Título                                     | Compositor(es)                                            | Produtor(es)                          | Duração |  |
| 15.                                         | "Best Night"                               | Madonna Pentz McDonald Gad James Napier Andrew Swanson    | Madonna Diplo                         | 3:33    |  |
| 16.                                         | "Veni Vidi Vici" (com participação de Nas) | Madonna Pentz Rechtshaid McDonald Gad Nasir Jones Joel Ma | Madonna Diplo                         | 4:39    |  |
| 17.                                         | "S.E.X."                                   | Madonna Gad McDonald Griffin Jr. Dean West Brown          | Madonna West Heat Dean                | 4:11    |  |
| 18.                                         | "Messiah"                                  | Madonna Bergling Pournouri Fakir Lidehall Pontare         | Madonna Avicii Fakir Lidehall Pontare | 3:22    |  |
| 19.                                         | "Rebel Heart"                              | Madonna Bergling Pournouri Fakir Lidehall Pontare         | Madonna Avicii Fakir Lidehall Pontare | 3:21    |  |
| Duração total:                              | Duração total:                             | Duração total:                                            | Duração total:                        | 74:15   |  |

| Rebel Heart – Faixa bônus da edição padrão comercializada nos Media Markt |                  |                               |                                  |         |  |
| N.º                                                                       | Título           | Compositor(es)                | Produtor(es)                     | Duração |  |
| 15.                                                                       | "Auto-Tune Baby" | Madonna Pentz Dean West Brown | Madonna Diplo West Dean Heat [a] | 4:00    |  |
| Duração total:                                                            | Duração total:   | Duração total:                | Duração total:                   | 59:09   |  |

| Rebel Heart – Faixa bônus da edição deluxe comercializada no Media Markt |                  |         |  |
| N.º                                                                      | Título           | Duração |  |
| 20.                                                                      | "Auto-Tune Baby" | 4:00    |  |
| Duração total:                                                           | Duração total:   | 78:15   |  |

| Rebel Heart – Faixa bônus da edição deluxe japonesa |                                     |                            |         |  |
| N.º                                                 | Título                              | Remixer(es)                | Duração |  |
| 20.                                                 | "Living for Love" (Dirty Pop Remix) | Drew G. Montalvo Brian Cua | 4:59    |  |
| Duração total:                                      | Duração total:                      | Duração total:             | 79:14   |  |

| Rebel Heart –Faixa bônus da edição deluxe comercializada na Fnac |                                          |                |         |  |
| N.º                                                              | Título                                   | Remixer(es)    | Duração |  |
| 1.                                                               | "Living for Love" (Thrill Remix)         | Josh Hill      | 5:11    |  |
| 2.                                                               | "Living for Love" (Offer Nissim Dub Mix) | Offer Nissim   | 7:12    |  |
| Duração total:                                                   | Duração total:                           | Duração total: | 12:23   |  |

| Rebel Heart – Edição super deluxe / Extended play |                                                      |                                                              |                                                               |         |  |
| N.º                                               | Título                                               | Compositor(es)                                               | Produtor(es)                                                  | Duração |  |
| 1.                                                | "Beautiful Scars"                                    | Madonna Rick Nowels Natche Tucker                            | Madonna DJ Dahi BloodPop                                      | 4:19    |  |
| 2.                                                | "Borrowed Time"                                      | Madonna Bergling Pournouri Falk Yacoub Kotecha Natche Tucker | Madonna Avicii Falk DJ Dahi BloodPop                          | 3:24    |  |
| 3.                                                | "Addicted"                                           | Madonna Bergling Pournouri Falk Yacoub Kotecha               | Madonna Avicii Falk                                           | 3:33    |  |
| 4.                                                | "Graffiti Heart"                                     | Madonna McDonald Gad Griffin Jr.                             | Madonna Gad AFSHeeN Cumbee                                    | 3:39    |  |
| 5.                                                | "Living for Love" (Paulo & Jackinsky Full Vocal Mix) | Madonna Pentz McDonald Gad Rechtshaid                        | Madonna Diplo Rechtshaid Paulo Gois [c] Alain Jackinsky [c]   | 7:14    |  |
| 6.                                                | "Living for Love" (Funk Generation & H3drush Dub)    | Madonna Pentz McDonald Gad Rechtshaid                        | Madonna Diplo Rechtshaid Michael Rizzo [c] Steve Migliore [c] | 6:07    |  |

Notas
- ↑[a]  significa um co-produtor
- ↑[b]  significa um produtor adicional
- ↑[c]  significa um remixer
- ↑[d]  significa um profissional da BMI listado como compositor na canção.[198]

## Equipe e colaboradores
Todo o processo de elaboração de Rebel Heart atribui os seguintes créditos:
- Madonna: vocais
- Nicki Minaj: vocais
- Chance the Rapper: vocais
- Mike Tyson: vocais
- Nas: vocais
- DJ Dahi: vocais adicionais, programação
- MNEK: vocais adicionais
- Santell: vocais adicionais
- London Community Gospel Choir: vocais adicionais
- Jason Evigan: vocais adicionais
- Salem Al Fakir: vocais adicionais, percussão de marcha, chaves, guitarras, edição de orquestra
- Toby Gad: vocais adicionais, guitarras, programação, instrumentos, programação adicional, mixagem
- Vincent Pontare: vocais adicionais, edição vocal
- MoZella: vocais adicionais
- Alicia Keys: piano
- Carl Falk: guitarras, teclados, programação
- Dan Warner: instrumentação, programação (guitarra)
- Lee Levin: instrumentação, programação
- Avicii: teclados, programação
- Shelco Garcia & Teenwolf: instrumentação
- AFSHeeN: instrumentação, programação
- L.A. Orchestra: instrumentação
- Diplo: instrumentação
- Abel Korzeniowski: violoncelo elétrico
- Mike Dean: guitarras, programação de teclados e bateria, baixo, programação adicional, engenharia de som, mixagem
- Joacim Ottebjork: baixo
- Josh Cumbee: instrumentação, programação
- Stephen Kozmeniuk: instrumentação, programação
- Michael Diamonds: programação
- Magnus Lidehäll: programação
- Demacio "Demo" Castellon: programação adicional, engenharia de áudio, mixagem
- Nick Rowe: engenharia de som
- Noah Goldstein: engenharia de mixagem
- Aubry "Big Juice" Delaine: engenharia de som
- Angie Teo: mixagem, engenharia de mixagem, mixagem adicional
- Ann Mincieli: mixagem adicional
- Ron Taylor: edição adicional de Pro Tools
- Zeke Mishanec: gravação adicional
- Rob Suchecki: gravação adicional
- Mert and Marcus: fotografia

## Desempenho comercial
De acordo com Andrew Hampp, editor da Billboard, a pré-venda de Rebel Heart foi bastante significativa após seu lançamento mundial através da iTunes Store. Na terra natal da artista, os Estados Unidos, o conjunto debutou na segunda posição da Billboard 200 com 121 mil unidades equivalentes adquiridas, sendo barrado pela trilha sonora da série televisiva Empire. Embora tenha sido o álbum mais adquirido da semana em formato físico e digital, com 116 mil cópias puras distribuídas (96% do total de suas vendas), ficou atrás da trilha sonora em termos de streams e vendas de músicas equivalentes a unidades de álbuns, com uma diferença mínima de apenas 1 mil e 5 mil réplicas, respectivamente. Apesar disso, tornou-se o 21º disco de Madonna a estabelecer-se entre os dez primeiros da parada, sendo seu primeiro a não liderá-la desde Ray of Light (1998). A promoção que deu ao público a opção de adquirir Rebel Heart como bônus de sua compra do ingresso para a Rebel Heart Tour totalizou menos de 10 mil cópias vendidas em comparação com as 180 mil de seu projeto anterior, MDNA. O lançamento também fez Madonna estrear na 7ª posição da Billboard Artist 100; tabela que mede a atividade dos artistas nas tabelas mais influentes da revista. Na segunda semana, caiu 19 posições na Billboard 200, vendendo 26 mil unidades — uma redução de até 78% —, e continuou a regredir gradualmente nas duas edições seguintes, até a quinta semana, quando subiu do número 57 para o 41, graças à aparição da artista no programa The Tonight Show with Jimmy Fallon. Totalizou 10 semanas de permanência na tabela, antes de encerrar 2015 como o 151º mais bem sucedido no gráfico. No Canadá, estreou no topo da Canadian Albums Chart, com 18 mil exemplares comercializados na primeira semana. Tal feito o tornou o seu sétimo projeto a conquistar o comando no país desde que a Nielsen Music começou a operar. Na semana seguinte, caiu para a vice liderança, devido a estreia de To Pimp a Butterfly, de Kendrick Lamar.

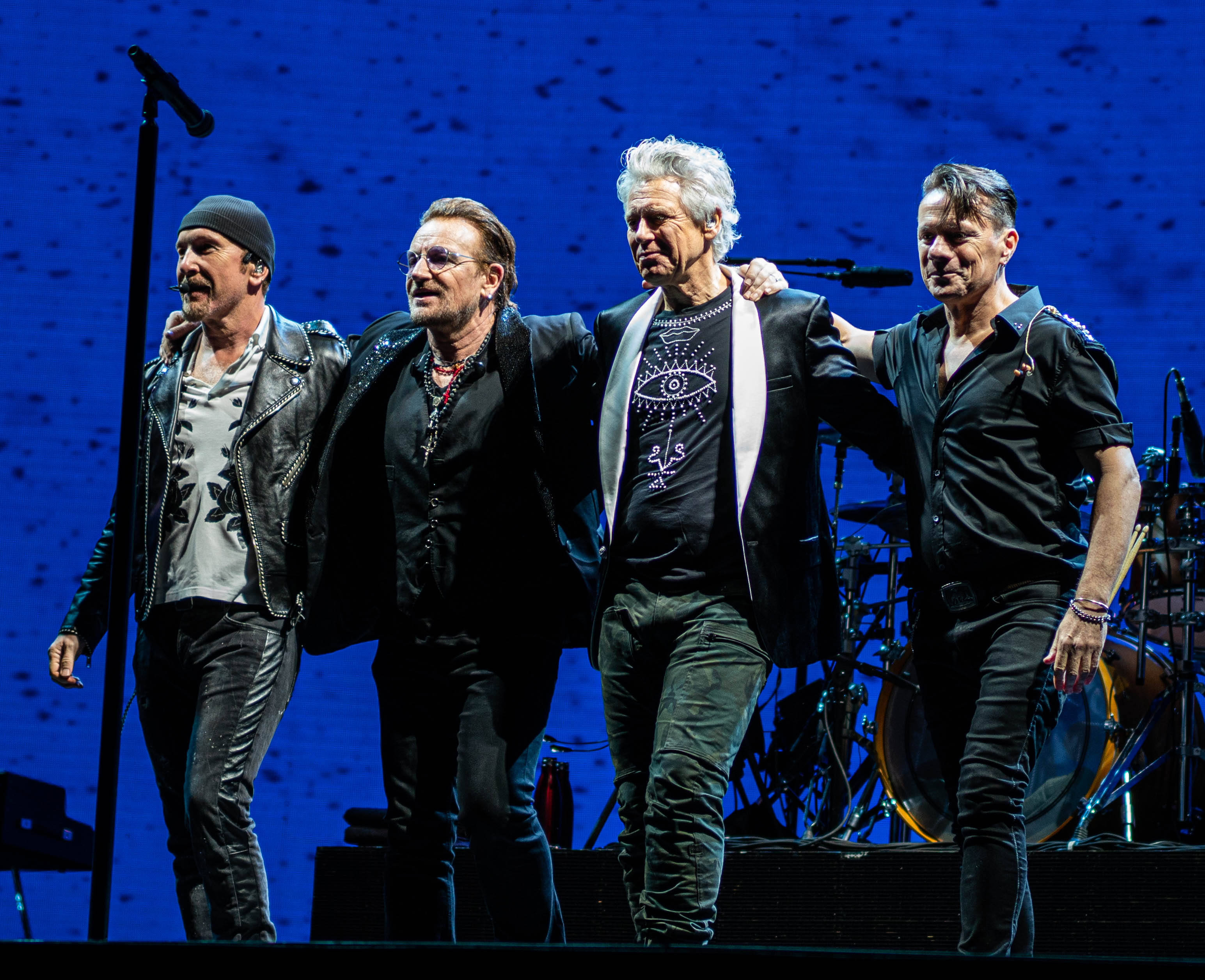
Na Austrália, Madonna empatou com o U2 entre os artistas com mais álbuns em primeiro lugar desde o estabelecimento do ARIA Charts em 1983

Obteve como pico o quinto lugar na Argentina e o 2º no México; recebendo, nesse último, um certificado de ouro emitido pela Asociación Mexicana de Productores de Fonogramas y Videogramas (AMPROFON) após vender 30 mil cópias. Enquanto no Brasil, conseguiu chegar ao oitavo lugar como melhor e ao alcançar a marca de 30 mil réplicas comercializadas, recebeu o certificado de ouro pela Pro-Música Brasil (PMB). Nos países da Ásia e Oceania conquistou resultados pouco significativos; Sua melhor colocação foi na tabela australiana, a ARIA Charts, onde debutou no topo com 6 mil e 962 cópias registradas, tornando-se o seu 11º trabalho a atingir essa posição. Com isso, Madonna empatou com a banda U2 entre os artistas com o maior quantidade de álbuns a culminar na tabela desde o seu estabelecimento em 1983. Além disso, deu a ela sua 19ª semana de permanência no comando do gráfico, colocando-a no número 24 entre os artistas com mais semanas acumuladas nessa posição. No entanto, na atualização seguinte, caiu para o número 18 e vendeu apenas 1 mil e 312 cópias. Em território neozelandês, estreou na 7ª colocação, entretanto, despencou para o número 35 na edição posterior. Comercializou 7 mil e 548 unidades físicas no Japão em sua primeira semana, debutando na 8ª ocupação da compilação realizada pela Oricon; fazendo deste o 23º álbum de Madonna a estabelecer-se entre os dez primeiros no território. A parte disso, culminou na contagem de álbuns internacionais da mesma empresa. O material também conseguiu registrar duas entradas no top 10 da sul-coreana Gaon Music Chart, com sua edição deluxe ocupando o primeiro lugar e a padrão em sétimo.
Na Europa, Rebel Heart também desempenhou-se moderadamente; no Reino Unido, a Official Charts Company informou que o produto vendeu mais do que seus concorrentes mais próximos em uma proporção de 3,1 após 24 horas de disponibilidade. Em sua primeira semana, moveu 37 mil unidades e consequentemente debutou na segunda posição do UK Albums Chart. O líder naquela edição, In the Lonely Hour, de Sam Smith, avançou no último minuto e vendeu 12 mil réplicas a mais que Rebel Heart. Tornou-se o primeiro álbum de estúdio de Madonna a perder o primeiro lugar desde Bedtime Stories (1994), que também estreou no número dois. Caiu para para a sétima colocação na segunda semana, vendendo 11 mil e 983 cópias — uma queda de 67% de suas vendas em relação à edição anterior. Contabiliza-se que a obra comercializou 76 mil e 490 unidades até junho de 2015, e mais tarde foi certificado de ouro pela British Phonographic Industry (BPI). Na Alemanha, estreou no topo da parada oficial, tornando-se a 12ª obra de Madonna a liderá-la. Assim, ela superou os Beatles e Robbie Williams como os artistas internacionais com mais álbuns nessa posição na história alemã e na classificação geral igualou-se a Herbert Grönemeyer no terceiro lugar, atrás apenas de Peter Maffay e James Last com 16 e 13, respectivamente. Na França, obteve a 3ª colocação como melhor, movendo 17 mil exemplares em apenas três dias. Foi certificado como ouro pela Syndicat National de l'Édition Phonographique (SNEP) pelo excedente de 100 mil unidades. Rebel Heart também qualificou-se no topo das tabelas da Áustria, Bélgica (Flandres), Espanha, Itália, Hungria, Países Baixos, Portugal, República Checa, e Suíça. Em âmbito global, o álbum vendeu um milhão de cópias até 2018.
| País — Tabela musical (2015)           | Posição de pico |
| -------------------------------------- | --------------- |
| Argentina (CAPIF)                      | 5               |
| Alemanha (GfK Entertainment Charts)    | 1               |
| Austrália (ARIA Charts)                | 1               |
| Áustria (Ö3 Austria Top 40)            | 1               |
| Bélgica (Ultratop 50 de Flandres)      | 1               |
| Bélgica (Ultratop 40 de Valônia)       | 2               |
| Brasil (Billboard Brazil Albums)       | 8               |
| Canadá (Canadian Albums Chart)         | 3               |
| Coreia do Sul (Goan) Versão deluxe     | 1               |
| Coreia do Sul (Goan)                   | 7               |
| Croácia (HDU)                          | 3               |
| Dinamarca (Hitlisten)                  | 2               |
| Escócia (OCC)                          | 3               |
| Espanha (PROMUSICAE)                   | 1               |
| Estados Unidos (Billboard 200)         | 2               |
| França (SNEP)                          | 3               |
| Finlândia (IFPI Finlândia)             | 2               |
| Grécia (IFPI Grécia)                   | 3               |
| Hungria (MAHASZ)                       | 1               |
| Irlanda (IRMA)                         | 5               |
| Itália (FIMI)                          | 1               |
| Japão (Oricon)                         | 8               |
| Japão (Oricon International Albums)    | 1               |
| México (AMPROFON)                      | 2               |
| Noruega (VG-lista)                     | 2               |
| Nova Zelândia (Recorded Music NZ)      | 7               |
| Países Baixos (MegaCharts)             | 1               |
| Polônia (ZPAV)                         | 5               |
| Portugal (AFP)                         | 1               |
| Reino Unido (UK Albums Chart)          | 2               |
| República Checa (IFPI Česká Republika) | 1               |
| Suécia (Sverigetopplistan)             | 10              |
| Suíça (Schweizer Hitparade)            | 1               |

| Tabela musical (2015)               | Posição |
| ----------------------------------- | ------- |
| Alemanha (GfK Entertainment Charts) | 65      |
| Bélgica (Ultratop de Flanders)      | 46      |
| Bélgica (Ultratop da Valônia)       | 51      |
| Canadá (Canadian Albums Chart)      | 39      |
| Coreia do Sul (Gaon)                | 23      |
| Croácia (HDU)                       | 15      |
| Espanha (PROMUSICAE)                | 52      |
| Estados Unidos (Billboard 200)      | 151     |
| França (SNEP)                       | 67      |
| Hungria (MAHASZ)                    | 28      |
| Itália (FIMI)                       | 22      |
| Japão (Oricon)                      | 109     |
| México (AMPROFON)                   | 69      |
| Mundo (IFPI)                        | 39      |
| Países Baixos (MegaCharts)          | 43      |
| Reino Unido (UK Albums Chart)       | 78      |
| Suíça (Schweizer Hitparade)         | 61      |

| Região | Certificação | Vendas    |
| --- | ------------ | --------- |
| Áustria (IFPI Áustria) | Ouro         | 7 500*    |
| Brasil (Pro-Música Brasil) | Ouro         | 20 000*   |
| França (SNEP) | Platina      | 52 000    |
| Itália (FIMI) | Platina      | 60 000*   |
| México (AMPROFON) | Platina      | 60 000^   |
| Polônia (ZPAV) | Ouro         | 10 000‡   |
| Reino Unido (BPI) | Platina      | 100 000‡  |
| Resumos |              |           |
| Mundo | —            | 1 000 000 |
| *números de vendas baseados somente na certificação ^distribuições baseadas apenas na certificação ‡vendas+valores de streaming baseados somente na certificação |              |           |

## Histórico de lançamento
| Região         | Data                | Formato          | Edição                                                   | Gravadora(s)    | Ref.    |
| -------------- | ------------------- | ---------------- | -------------------------------------------------------- | --------------- | ------- |
| Alemanha       | 6 de março de 2015  | CD               | Deluxe                                                   | Universal Music | [ 99 ]  |
| Austrália      | 6 de março de 2015  | CD               | Padrão deluxe super deluxe padrão e deluxe (Media Markt) | Universal Music | [ 98 ]  |
| França         | 9 de março de 2015  | CD               | Padrão deluxe super deluxe padrão e deluxe ( Fnac )      | Polydor         | [ 273 ] |
| Reino Unido    | 9 de março de 2015  | CD               | Padrão deluxe super deluxe                               | Polydor         | [ 274 ] |
| Canadá         | 10 de março de 2015 | CD               | Padrão deluxe                                            | Universal Music | [ 100 ] |
| Estados Unidos | 10 de março de 2015 | CD               | Padrão deluxe super deluxe vinil                         | Interscope      | [ 101 ] |
| Mundo          | 10 de março de 2015 | Download digital | Padrão deluxe                                            | Interscope      | [ 102 ] |
| Japão          | 11 de março de 2015 | CD               | Deluxe                                                   | Universal Music | [ 103 ] |
| Japão          | 18 de março de 2015 | CD               | Super deluxe                                             | Universal Music | [ 104 ] |
| Alemanha       | 27 de março de 2015 | Vinil            | Deluxe                                                   | Universal Music | [ 105 ] |
| França         | 30 de março de 2015 | Vinil            | Deluxe                                                   | Polydor         | [ 106 ] |
| Reino Unido    | 30 de março de 2015 | Vinil            | Padrão                                                   | Polydor         | [ 107 ] |